# Nicholas Kaufmann
Nicholas Kaufmann (ur. 1 grudnia 1892 w Berlinie, zm. 5 maja 1970 w Wiesbaden) – niemiecki lekarz i reżyser.

## Życiorys
Był synem Nicka Kaufmanna, osiadłego w Niemczech amerykańskiego mistrza piłki rowerowej pochodzącego ze Szwajcarii. Studiował medycynę w Berlinie, praktykował w Charite. Był asystentem Ernsta von Bergmanna, profesora chirurgii, który uczestniczył w 1900 w pierwszym niemieckim filmie medycznym. W 1919 wyreżyserował swój pierwszy film dotyczący wpływu głodu na zdrowie społeczeństwa, w tym samym roku był autorem filmu dotyczącego przenoszenia chorób wenerycznych i ich skutków. Największą popularność przyniósł mu wyreżyserowany z Wilhelmem Pragerem film propagandowy z 1925 pt. "Wege Ein und Schönheit – Ein Film über moderne Körperkultur" (1925), który powstał aby upowszechnić "nowoczesną kulturę fizyczną". W 1927 został kierownikiem Departamentu Kultury UFA, który specjalizował się w tworzeniu filmów naukowych i medycznych. Przed 1933 wyreżyserował dwa filmy zgodne z nazistowską ideologią "Natura i miłość" (Natur und Liebe) i "Pochodzenie ras ludzkich" "(Entstehung der Menschenrassen)". Po przejęciu władzy przez nazistów stanął na czele własnej grupy produkcyjnej, w 1938 powrócił na stanowisko kierownika Departamentu Kultury UFA. Swój służalczy stosunek wobec nazistowskiego aparatu władzy przedstawił podczas przemowy w 1943 z okazji 25 rocznicy powstania UFA. W 1944 posiadający szwajcarskie obywatelstwo Nicholas Kaufmann korzystając z zaproszenia szwajcarskich narodowych socjalistów wyjechał do Ticino, gdzie realizował na zlecenie szwajcarskich przedsiębiorców. W 1949 powrócił do Niemiec, początkowo mieszkał w Wiesbaden, a następnie wyjechał do Berlina. Próbował powrócić do niemieckiej branży filmowej, ale jego propozycje realizacji filmów o tematyce kulturalnej nie znalazły zainteresowania. Powrócił do Wiesbaden, gdzie zmarł w 1970.

## Filmografia
- "Die Wirkung der Hungerblockade auf die Volksgesundheit" (1919-1921);
- "Die Geschlechtskrankheiten und ihre Folgen" (1919/1920);
- "Krüppelnot und Krüppelhilfe" (1920);
- "Die Pocken, ihre Gefahren und ihre Bekämpfung" (1920);
- "Die weiße Seuche. Entstehung, Gefahren und Bekämpfung der Tuberkulose" (1921);
- "Das Paradies Europas. Bild vom Schweizer Volk und seinen Bergen" (1924/1925);
- "Wege zur Kraft und Schönheit" (1925);
- "Tänze aus aller Welt" (1927);
- "Wunder der Tierwelt im Wasser" (1931);
- "Goethe" (1932);
- "Wolkenkratzer in Südararabien" (1933);
- "Straßen ohne Hindernisse! Ein Film über die Reichsautobahnen" (1934/1935);
- "Röntgenstrahlen" (1937);
- "Post nach den Halligen" (1944);
- "Menschen unter Haien" (1947) – współautor Hans Hass;
- "Dämonisches Afrika" (1952);
- "Gold und Hormone" (1953);
- "Deutsche Heimat im Osten" (1961).